# طريق 35 (الأردن)
الطريق السريع 35 المعروف أيضاً باسم طريق الملك، هو طريق سريع بين الشمال والجنوب في الأردن. يبدأ من الحدود السورية شمال إربد ويؤدي إلى الطريق السريع 15 في محافظة معان.

## التاريخ
يبلغ عمر طريق 35 أكثر من 5000 عام. تم بناء هذا الطريق السريع لأول مرة من قبل الرومان، وكان جزءًا من فيا تريانا نوفا. وهو واحد من أكثر الطرق السريعة التاريخية في العالم (انظر الطريق الملوكي).

## مناطق الجذب السياحي
يمتد الطريق السريع من الشمال (إربد) مروراً بمدينة جرش الأثرية إلى الجنوب وصولاً إلى الطريق الصحراوي السريع في محافظة معان. يمر الطريق بقلعة الكرك والشوبك ويمر بوادي موسى، المدينة الأقرب إلى البتراء.